# Sên biển

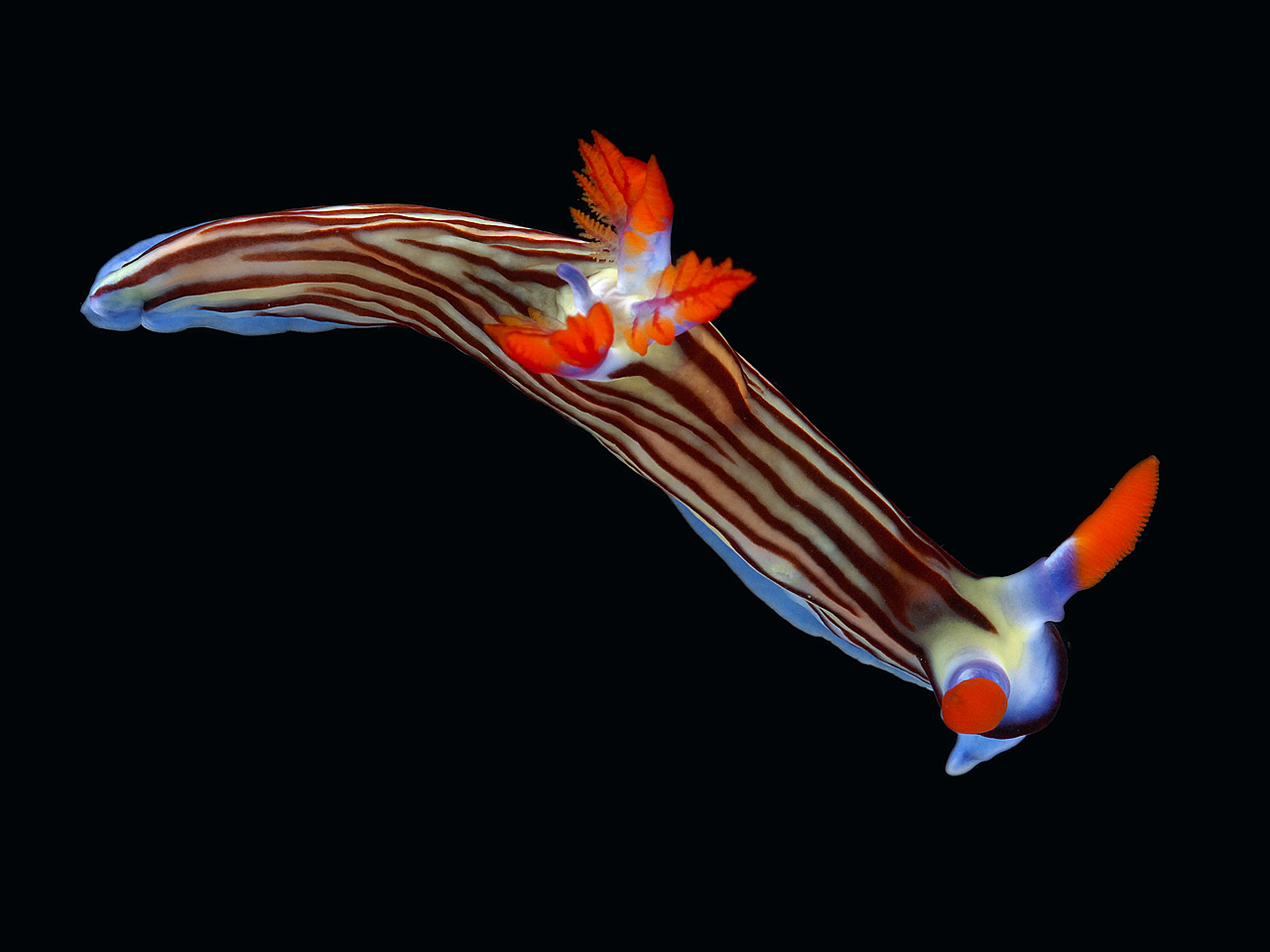
Nembrotha aurea

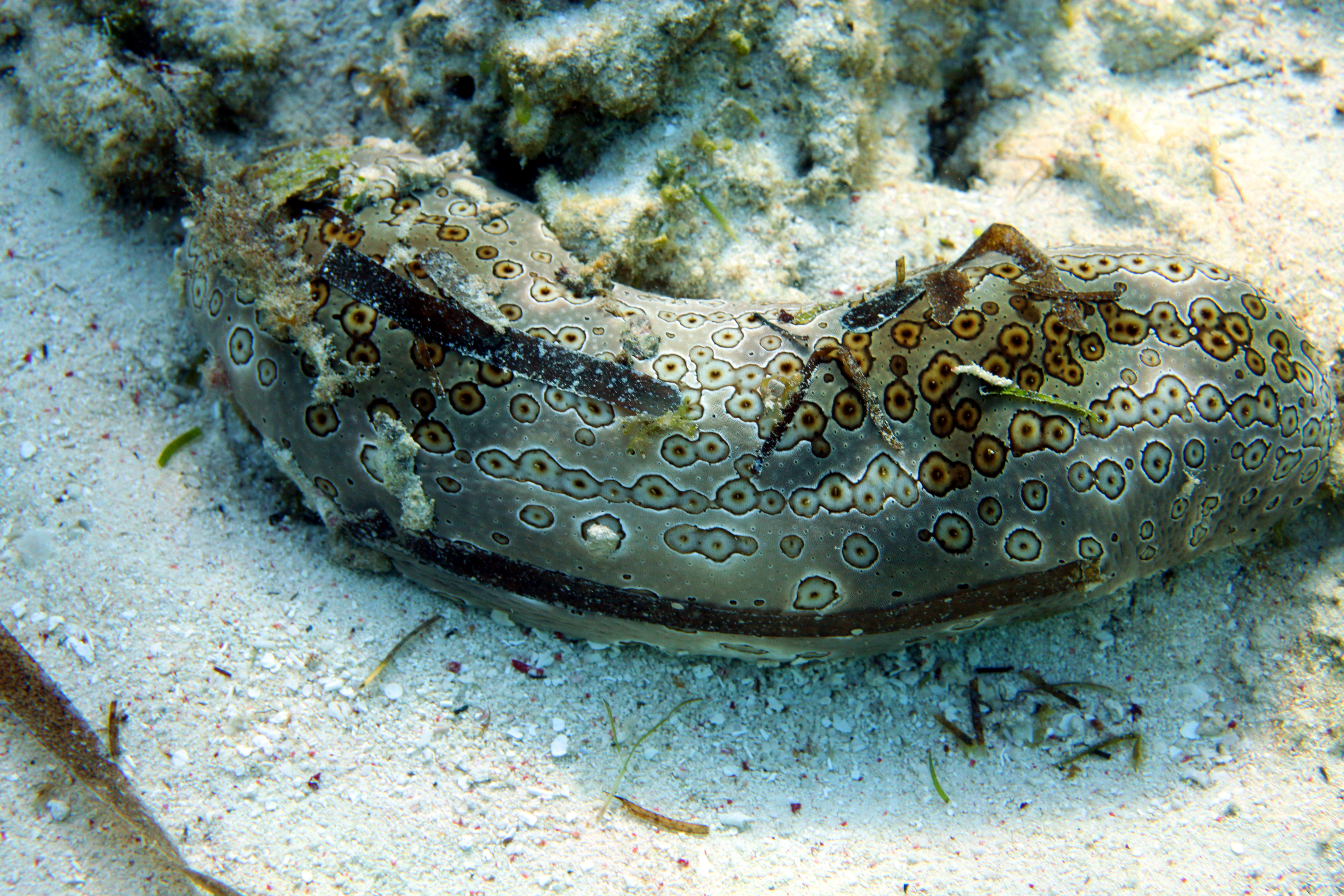
Đôi khi hải sâm cũng được gọi là sên biển. Tuy nhiên chúng không phải là động vật chân bụng.

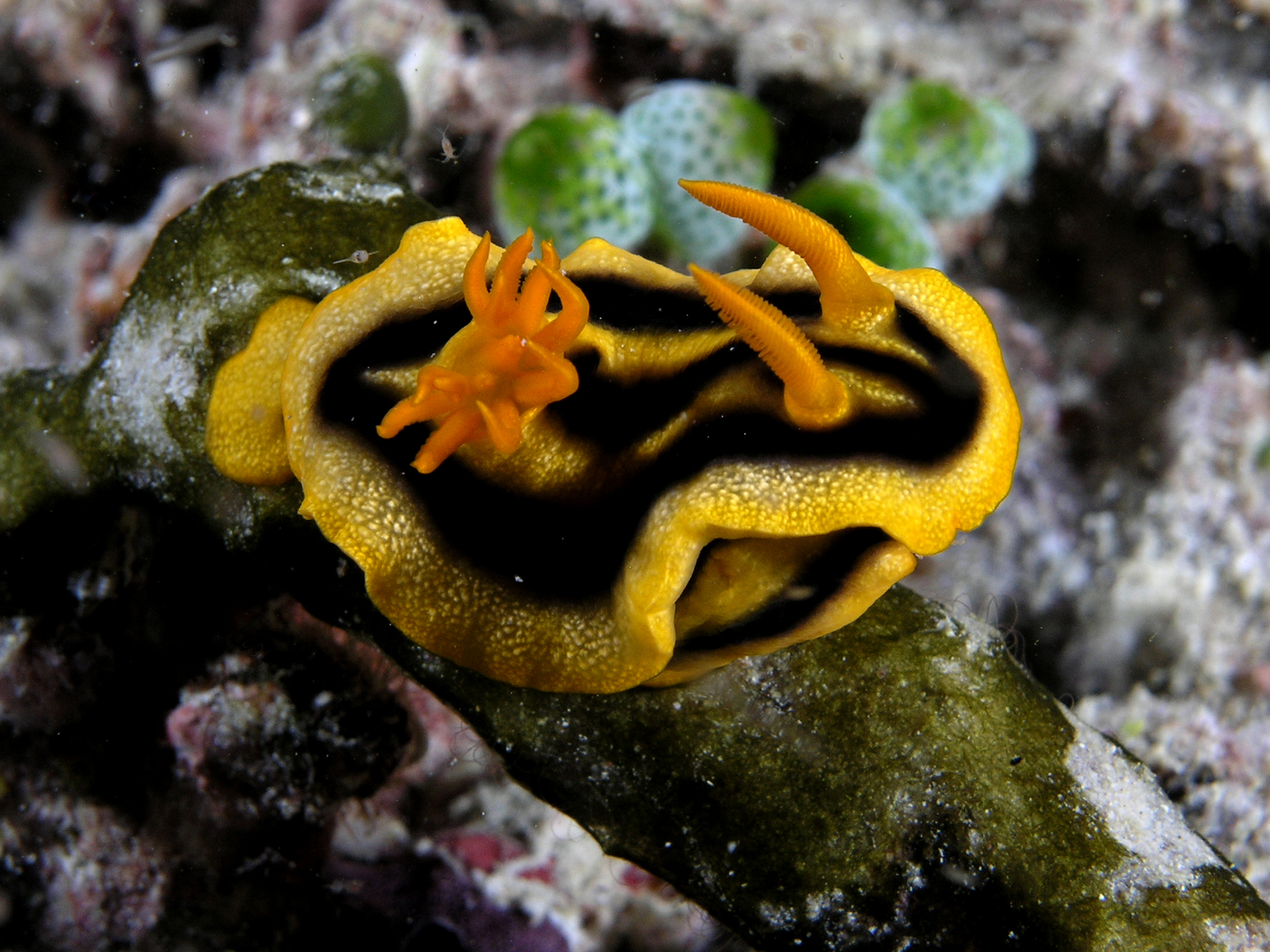
Chromodoris joshi

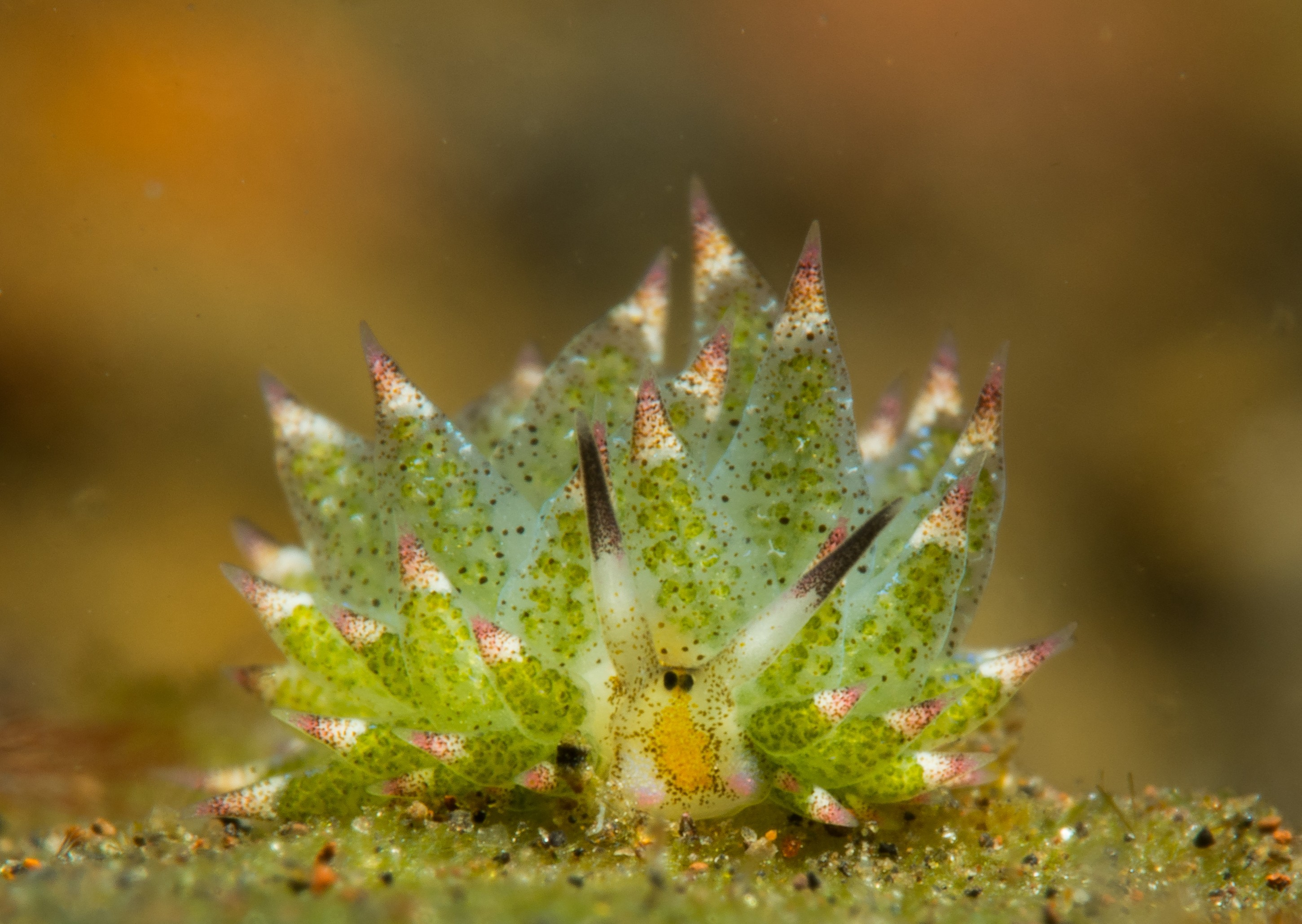
Costasiella kuroshimae

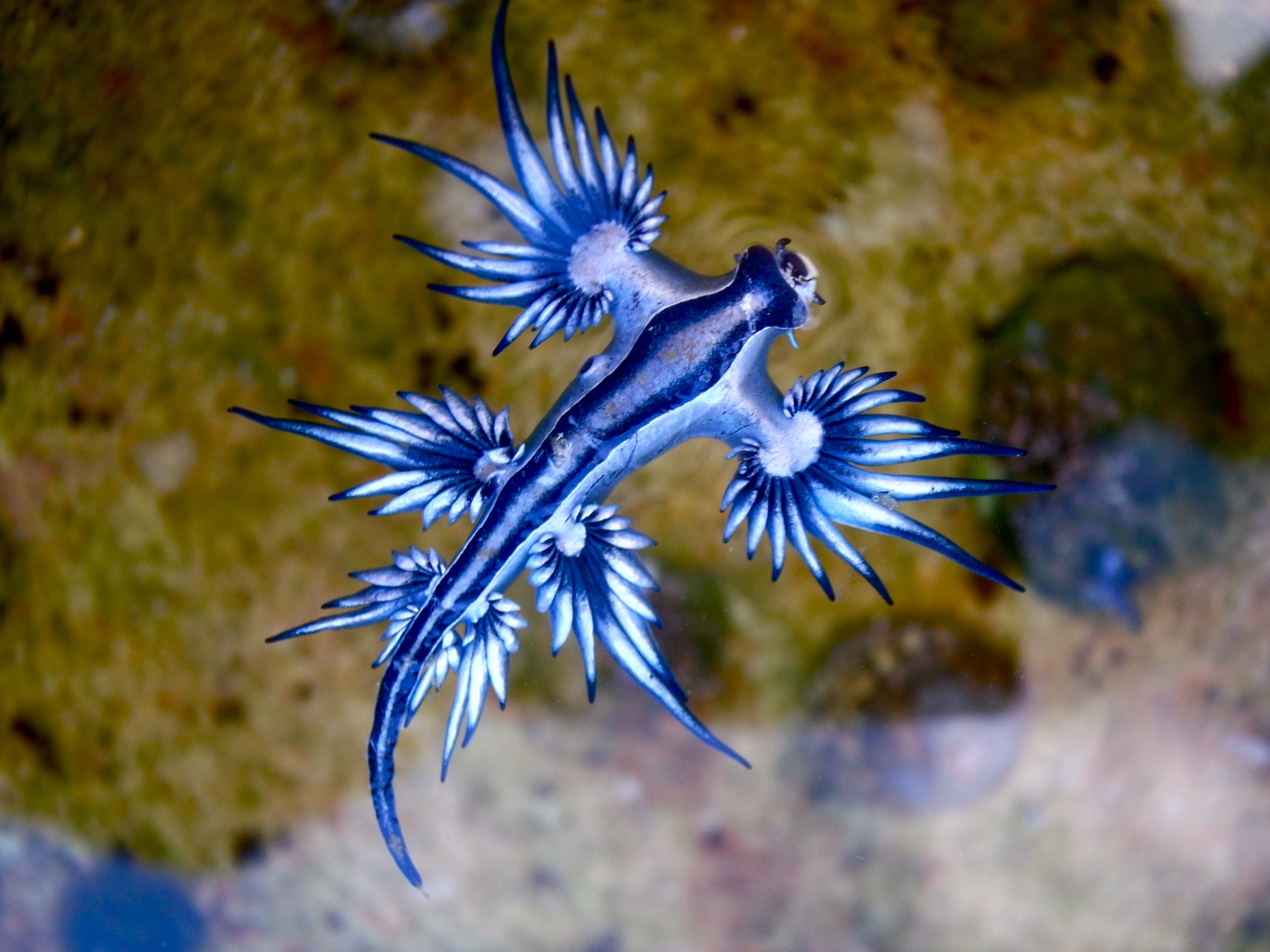
Glaucus atlanticus

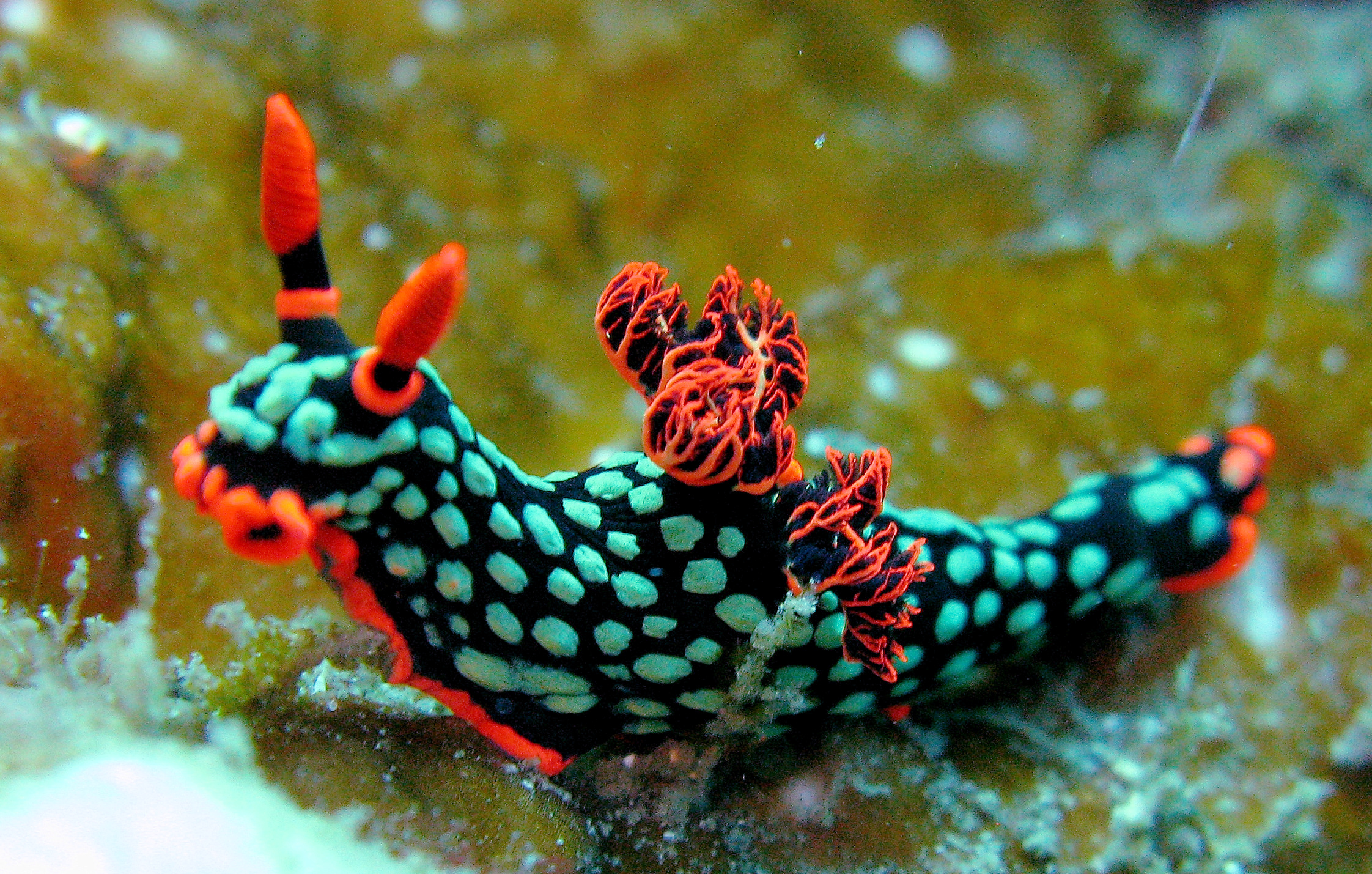
Nembrotha kubaryana

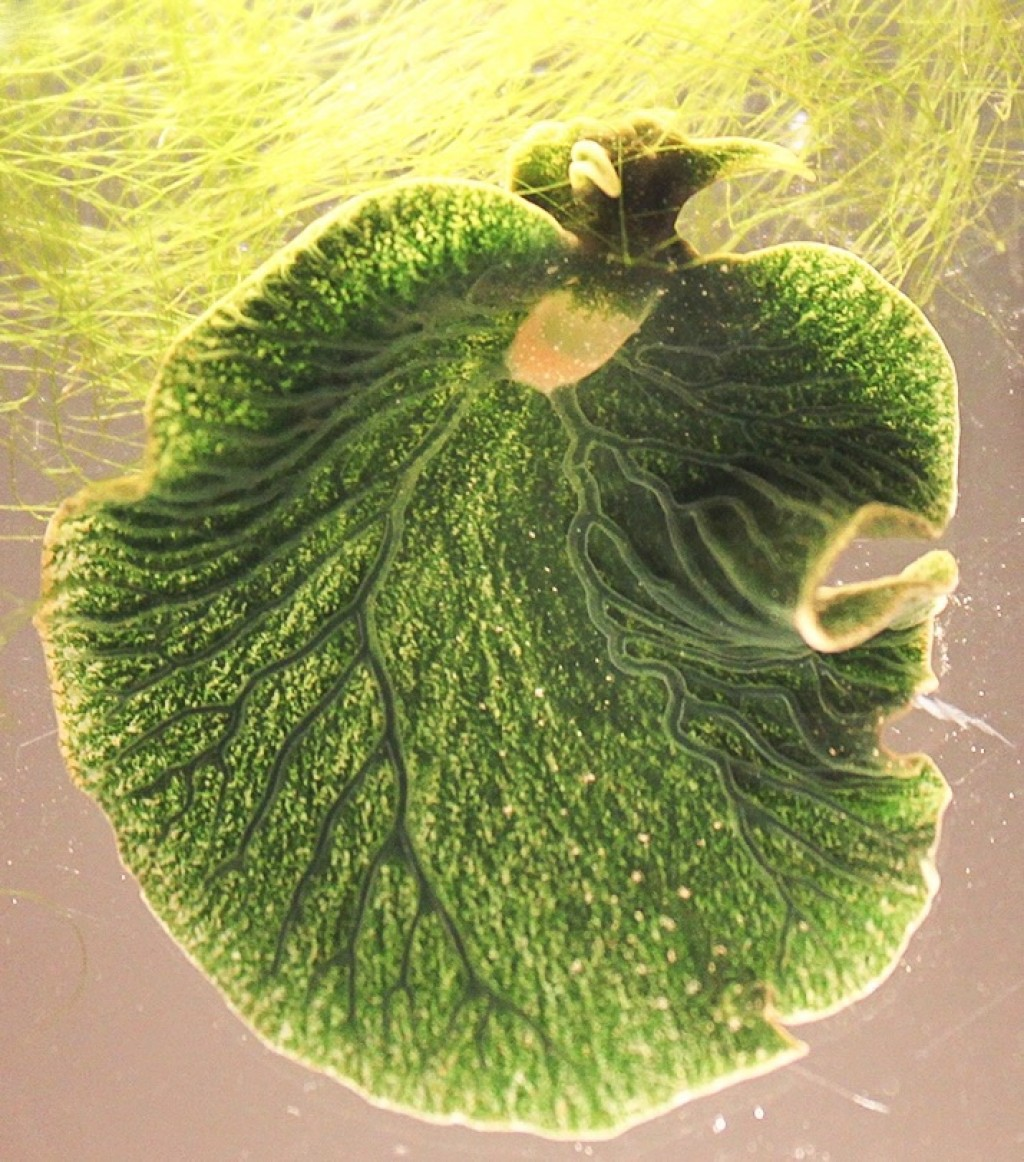
Elysia chlorotica

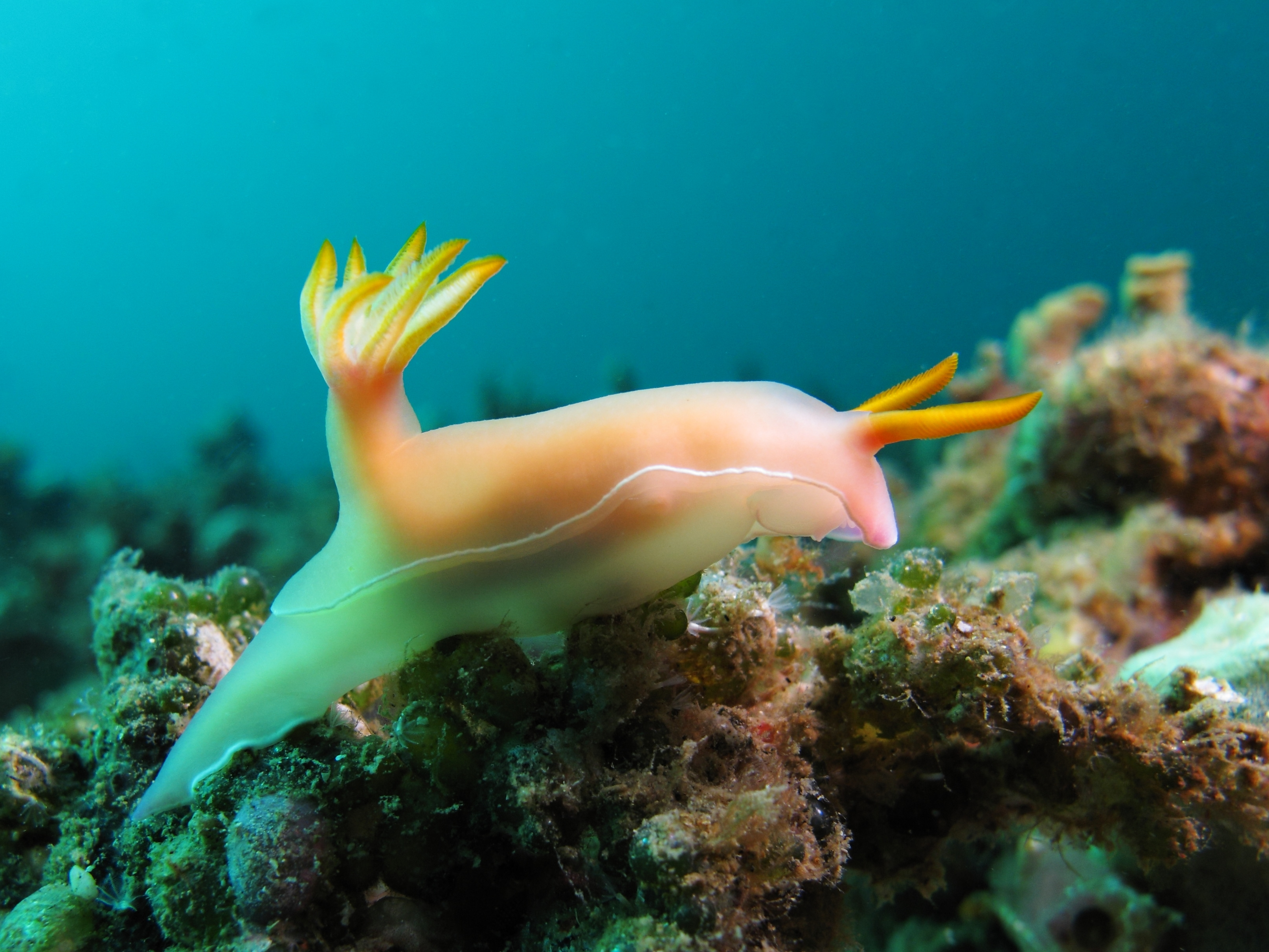
Hypselodoris bullockii

Sên biển là tên thông thường cho những loài động vật không xương sống ở biển và có ngoại hình giống như sên. Hầu hết các sên biển là động vật chân bụng, trải qua quá trình tiến hóa vỏ của chúng bị tiêu giảm hoặc bị biến mất hoàn toàn. Từ "sên biển" hầu như dùng để gọi nudibranch và các nhóm động vật chân bụng cận ngành không có vỏ khác.
Sên biển có kích thước, máu sắc và hình thù rất đa dạng. Hầu hết trong số chúng trong suốt một phần. Mầu sắc rực rỡ của các loài sống trong rạn san hô cho thấy chúng luôn bị các loài săn mồi de dọa, tuy nhiên nó cũng là một hình thức cảnh báo đến các động vật khác rằng chúng có độc (các tế bào châm) hoặc có mùi vị kinh tởm. Giống như tất cả các động vật chân bụng, chúng có các răng nhỏ hình lưỡi dao cạo (radula). Hầu hết sên biển có một cặp tua cảm trên đầu (rhinophore), có tác dụng như khướu giác, và mắt của chúng nằm ở phần gốc của hai tua này. Nhiều loài có các cấu trúc dạng lông vũ (cerata) trên lưng, thường có màu sắc tương phản, đóng vai trò như một mang cá. Tất cả các loài sên biển thực thụ đều có con mồi chuyên biệt, ví dụ như sứa, bryozoa, hải quỳ, và sinh vật phù du, hoặc có thể các loài sên biển khác.
Sên biển có não. Ví dụ như loài Aplysia californica có não với khoảng 20 nghìn tế bào thần kinh.

## Động vật chân bụng không vỏ ở biển
Từ "sên biển" thường dùng để chỉ nhiều nhánh tiến hóa của các động vật chân bụng ở biển, hay ốc biển, cụ thể là các loài không có vỏ hoặc vỏ khó nhận biết. Theo thuật ngữ tiến hóa, việc mất vỏ hoàn toàn, hay là có vỏ trong nhỏ, hoặc vỏ quá nhỏ không thể co cơ thể vào trong, là các đặc điểm đã được tiến hóa nhiều lần, chỉ xảy ra ở lớp Chân bụng, kể cả các loài trên cạn. Chúng được gọi chung là "sên".
Nudibranchia là một nhóm lớn các loài chân bụng ở biển hoàn toàn không có vỏ. Có lẽ chúng là loại sên biển quen thuộc nhất. Mặc dù hầu hết nudibranch không có kích thước lớn, chúng thường rất dễ nhận biết bởi màu sắc sặc sỡ.

### Các nhóm chân bụng
Trong các nhóm chân bụng được gọi là sên biển, nhiều họ nằm trong nhóm phân loại không chính thức Opisthobranchia:
- Nhóm Nudibranchia
- Nhóm Sacoglossa. Chúng còn có tên là "sên hút nhựa" hay "sên pin mặt trời" do có khả năng quang hợp của thực vật và thường có màu xanh lá. Ví dụ như Elysia chlorotica.
- Thỏ biển (sea hare) thuộc nhóm Aplysiomorpha, có vỏ trong nhỏ, làm từ vật liệu protein.
- Các nhóm Thecosomata và Gymnosomata là các động vật chân bụng trôi nổi, chúng còn được biết đến với tên "bướm biển" và "thiên thần biển". Một số loài bướm biển có vỏ. Chúng được gọi chung là Pteropod (chân cánh) và đôi khi còn được gọi là sên biển.

Còn một nhóm khác cũng được gọi là sên biển trong nhóm phân loại không chính thức Pulmonata. Chúng là các động vật chân bụng rất đặc biệt do thở trên cạn (có phổi) trong họ Onchidiidae.

## Đa dạng sên biển
Giống như nhiều nudibranch, Glaucus atlanticus có thể sử dụng các tế bào châm (nematocyte) lấy từ con mồi của chúng (Physalia physalis) và lưu trữ trong sừng (cerata). Một số loài như Chromodoris quadricolor có màu sắc rực rỡ để cảnh báo mùi vị không hề dễ chịu của chúng.
Sên biển rau diếp (Elysia chlorotica), cũng như các loài sacoglassa khác, có khả năng hấp thụ lục lạp từ tảo biển, thức ăn của chúng, sau đó sử dụng các lục lạp "bị đánh cắp" để sản sinh đường quang hợp. Quá trình này được biết đến với tên gọi kleptoplasty.